# Station Jaroměř
Station Jaroměř is het belangrijkste spoorwegstation van de Tsjechische stad Jaroměř. Het is het grootste spoorwegknooppunt in de okres Náchod.

## Treinverkeer
De volgende spoorverbindingen gaan vanaf/naar het station Jaroměř:
- lijn 030: Jaroměř - Turnov - Liberec
- lijn 031: Jaroměř - Hradec Králové - Pardubice
- lijn 032: Jaroměř - Trutnov

Pardubice hlavní nádraží ↔ Pardubice-Rosice nad Labem ↔ Pardubice-Semtín ↔ Stéblová ↔ Čeperka ↔ Opatovice nad Labem ↔ Hradec Králové hlavní nádraží ↔ Předměřice nad Labem ↔ Lochenice ↔ Smiřice ↔ Černožice - Semonice ↔ Jaroměř